# 福岡刑務所
福岡刑務所（ふくおかけいむしょ）は、法務省矯正局の福岡矯正管区に属する刑務所。福岡県糟屋郡宇美町に位置し、九州最大・日本第三（府中刑務所・大阪刑務所に次ぐ）の規模を持つ。通称「福刑（ふっけい）」。
下部機関として4か所の支所（大牟田拘置支所・久留米拘置支所・飯塚拘置支所・厳原拘置支所）を持つほか、福岡拘置所が福岡市内にある。

## 所在地
- 福岡県糟屋郡宇美町障子岳南六丁目1番1号[1]
  - 博多バスターミナル（博多駅に隣接）から西鉄バス「障子岳」行きまたは「極楽寺」行きに乗車、「障子岳」バス停を下車（徒歩約15分）[2]

## 収容分類級
- B級
- P級

犯罪傾向の進んだ短期受刑者・身体障害者を収容する。現在地移転前（百道時代）は刑場（絞首台）が設置され死刑執行が行われていた。

## 収容定員
- 2,100人（平成17年5月現在）

## 沿革
- 1913年（大正2年） - 「福岡監獄署」として須崎（現：福岡市博多区須崎）から藤崎地区（現：福岡市早良区百道）へ移転し[4]、現在地へ移転するまでの所在地は「福岡市早良区百道二丁目を中心に同一丁目にかけての地域（福岡市地下鉄空港線藤崎駅付近）」だった[3]。
  - 免田事件（戦後四大死刑冤罪事件）の冤罪被害者で再審により無罪が確定した元死刑囚・免田栄は自著(2004)で「福岡刑務所は広さ約3万坪で、道路を隔てて『藤崎拘置区』（死刑台を有し死刑囚が収監される拘置支所）があり、その周りに松林・墓地・寺があった」と述べている[5]。同地の刑場跡には退職した元看守の手により立体仏が建立されている[6]。
  - 佐木隆三の『復讐するは我にあり』によれば1970年（昭和45年）12月11日に死刑囚・西口彰の死刑が執行された場所は「福岡市早良区百道二丁目16番地10号 福岡刑務所土手町拘置支所」だったが[7]、同地の住所は現在の福岡拘置所に相当する[1]。
- 1965年（昭和40年） - 現在地に移転[3]。

## 組織
所長の下に4部1室を持つ5部制である。
- 総務部（庶務課、会計課、用度課）
- 処遇部（処遇担当、作業担当）
- 教育部
- 医務部（保健課、医療第一課、医療第二課）
- 分類審議室

## 外観・設備
- 刑務作業設備は豊富で、木工・印刷・洋裁・金属・革工作業場などを設置。
- 待機ボックス。電話ボックス状の形で、幅と奥行きが共に約60センチ、高さが約180センチ。ボックス内では座ることが可能、受刑者が中に入ると外から施錠される。福岡県弁護士会によると受刑者の間では「びっくり箱」とも呼ばれているという。

## 特記事項
- 社会復帰をスムーズにするため、小型車両系建設機械・溶接の職業訓練を実施。
- Y・YL級、性犯罪者などを考査分類し処遇を決定する、いわゆる「分類センター」が存在。

## 著名な受刑者
- 外山恒一 - 極左・無政府主義・ファシズムの政治活動家
- 古谷惣吉 - 警察庁広域重要指定105号事件（1965年発生）で死刑が確定したが、それ以前に計4回福岡刑務所（当時は百道（福岡市早良区）にあった）に服役している。特に1951年には福岡市内で連続強盗殺人事件を起こし懲役10年の刑に処されたが、同事件の共犯者は死刑が確定し1953年（昭和28年）9月16日に福岡刑務所で死刑を執行された[8]。
- 免田栄 - 免田事件で死刑が確定したが、その後冤罪が判明し再審で無罪が確定。
- スーパークレイジー君 - 元宮崎市議会議員

## 関連書籍
- 『福岡刑務所史』（1977年発行・非売品） - 福岡市総合図書館に蔵書